# Venarey-les-Laumes
Venarey-les Laumes est une commune française située dans le département de la Côte-d'Or, en région Bourgogne-Franche-Comté.

## Toponymie
Le nom de la localité est attesté sous la forme Veneré en 1135, puis sous la forme latinisée Veneriacum en 1148 - 1170, Venarey dès le XIVe siècle. La commune était désignée sous le nom simple de Venarey, appellation encore fréquente dans le langage courant, avant de prendre le nom de Venarey-les-Laumes, par adjonction du déterminant complémentaire -Les Laumes, qui est devenu officiel le 28 décembre 1961, à la suite du décret de changement de nom du 21 décembre précédent, publié au Journal officiel le 27.
Il s'agit d'une formation gallo-romane *VENERIACU, basée sur l'anthroponyme latin (porté par un autochtone) Venerius, avec adjonction du suffixe de localisation et de propriété -acum d'origine gauloise, d'où le sens global de « domaine de Venerius »,.
Les Laumes est le nom d'un autre village à l'origine. Il est attesté sous les formes de Lammis en 1190, Lammes en 1231, de Laumis en 1232, Laumes en 1235. L'appellatif toponymique régional Laume ou Lame remonterait à un pré-latin *lamma « endroit bourbeux », de là les roseaux qui y poussent.

## Géographie
Venarey-les Laumes est traversé par la Brenne et son affluent l'Oze. La Brenne est un affluent de l'Armançon, lui-même affluent de l'Yonne. La localité est située à environ 15 km au sud-est de Montbard (chef-lieu d'arrondissement), 65 km au nord-ouest de Dijon (chef-lieu de département et de région) et une vingtaine de km à l'ouest de la source de la Seine.

### Lieux-dits et écarts
Liste non exhaustive :
- Baccarat ;
- Combe Grimeau ;
- Les Laumes.

### Communes limitrophes
- dans le canton de Venarey-les-Laumes :
Alise-Sainte-Reine, Grésigny-Sainte-Reine, Grignon, Ménétreux-le-Pitois et Mussy-la-Fosse ;
- dans le canton de Semur-en-Auxois (même arrondissement) :
Lantilly et Massingy-lès-Semur.

### Climat
Pour des articles plus généraux, voir Climat de la Bourgogne-Franche-Comté et Climat de la Côte-d'Or.
En 2010, le climat de la commune est de type climat océanique dégradé des plaines du Centre et du Nord, selon une étude du Centre national de la recherche scientifique s'appuyant sur une série de données couvrant la période 1971-2000. En 2020, Météo-France publie une typologie des climats de la France métropolitaine dans laquelle la commune est exposée à un climat océanique altéré et est dans la région climatique  Lorraine, plateau de Langres, Morvan, caractérisée par un hiver rude (1,5 °C), des vents modérés et des brouillards fréquents en automne et hiver. 
Pour la période 1971-2000, la température annuelle moyenne est de 10,4 °C, avec une amplitude thermique annuelle de 16,2 °C. Le cumul annuel moyen de précipitations est de 840 mm, avec 12,5 jours de précipitations en janvier et 8,1 jours en juillet. Pour la période 1991-2020, la température moyenne annuelle observée sur la station météorologique de Météo-France la plus proche, « Semur En Auxois_sapc », sur la commune de Semur-en-Auxois à 10 km à vol d'oiseau, est de 11,2 °C et le cumul annuel moyen de précipitations est de 778,0 mm,. Pour l'avenir, les paramètres climatiques de la commune estimés pour 2050 selon différents scénarios d'émission de gaz à effet de serre sont consultables sur un site dédié publié par Météo-France en novembre 2022.

## Urbanisme

### Typologie
Au 1er janvier 2024, Venarey-les-Laumes est catégorisée bourg rural, selon la nouvelle grille communale de densité à 7 niveaux définie par l'Insee en 2022.
Elle appartient à l'unité urbaine de Venarey-les-Laumes, une agglomération intra-départementale dont elle est ville-centre,. Par ailleurs la commune fait partie de l'aire d'attraction de Venarey-les-Laumes, dont elle est la commune-centre,. Cette aire, qui regroupe 10 communes, est catégorisée dans les aires de moins de 50 000 habitants,.

### Occupation des sols
L'occupation des sols de la commune, telle qu'elle ressort de la base de données européenne d’occupation biophysique des sols Corine Land Cover (CLC), est marquée par l'importance des territoires agricoles (58,3 % en 2018), en diminution par rapport à 1990 (59,8 %). La répartition détaillée en 2018 est la suivante : 
prairies (38,9 %), forêts (18,5 %), zones urbanisées (17,8 %), terres arables (15,6 %), zones industrielles ou commerciales et réseaux de communication (5,3 %), zones agricoles hétérogènes (3,9 %). L'évolution de l’occupation des sols de la commune et de ses infrastructures peut être observée sur les différentes représentations cartographiques du territoire : la carte de Cassini (XVIIIe siècle), la carte d'état-major (1820-1866) et les cartes ou photos aériennes de l'IGN pour la période actuelle (1950 à aujourd'hui).

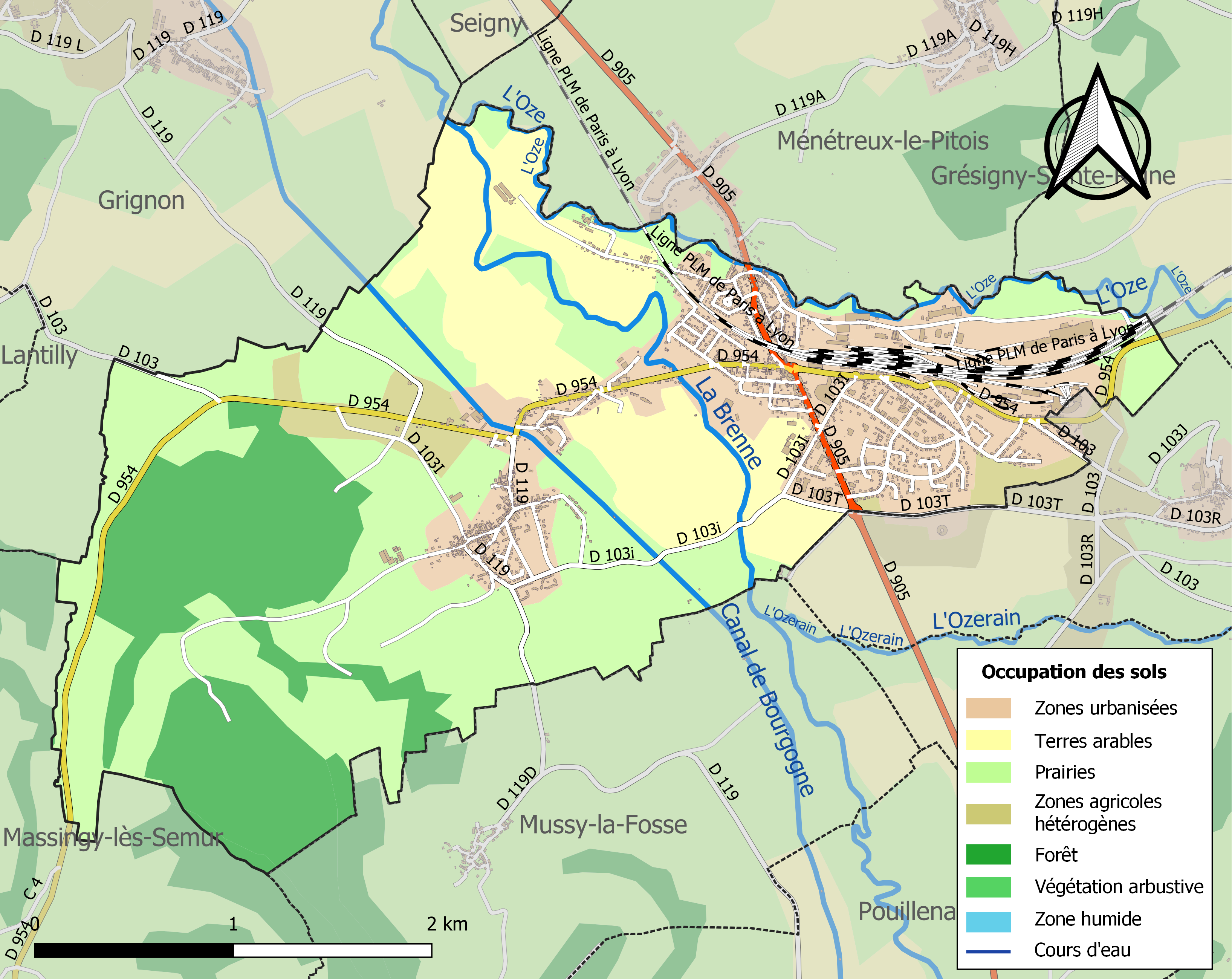
Carte des infrastructures et de l'occupation des sols de la commune en 2018 (CLC).

## Histoire

### Antiquité
À proximité se trouve le village d'Alise-Sainte-Reine où s'est déroulée la bataille d'Alésia en 52 av. J.-C.. Jules César assiégea l'oppidum gaulois et captura Vercingétorix.

### Moyen Âge & Époque moderne
Une famille de Venarey a tenu la seigneurie du XIIIe au XIVe siècle, avec Guy en 1212, Guillaume chevalier parti en Terre Sainte en 1231, Étienne en 1324, lequel reconnaît que sa maison-forte de Venarey est jurable et rendable au Duc de Bourgogne.
Les droits féodaux passent ensuite à Guy de Tour en 1371, puis à la famille de Crecy au XVe siècle, Jean de Bruneau possédant la seigneurie en 1618 par sa femme Anne de Crecy. Les familles de Montal, de la Rivière, de Morges détiennent les droits aux XVIIe et XVIIIe siècles.

### Époque contemporaine
La création de la ligne de chemin de fer Paris-Dijon, décidée en 1844 sous l'égide de la Compagnie des chemins de fer de Paris à Lyon et à la Méditerranée, a considérablement modifié la physionomie de la commune durant le XIXe siècle. La plaine des Laumes est en effet choisie pour la construction d'un important centre ferroviaire, avec une gare qui obtiendra ultérieurement le statut de première classe avec des voies secondaires en direction d'Épinac-les-Mines et d'Avallon, via Semur-en-Auxois. L'inauguration de la ligne Paris-Dijon intervient en 1851, ce réseau étant ensuite exploité par la Compagnie PLM, créée en 1857. L'apogée de cette activité, dans la première moitié du XXe siècle, s'accompagne de l'édification d'une cité nouvelle avec ses commerces, son école et son église, la ville devenant du fait de son expansion chef-lieu de canton en 1910. À partir de 1938, la SNCF remplace la Compagnie PLM. Après la seconde guerre mondiale, les effectifs et l'activité ne cessent de décroître, un atelier de maintenance générale subsistant de nos jours.
Cet atelier (EIV) est spécialisé dans la maintenance du matériel électronique et électrotechnique, notamment de sécurité, pour tout le réseau RFF. Il est installé dans l'ancienne rotonde du dépôt, dont les locomotives assuraient la pousse et la double traction dans la longue rampe de Blaisy, jusqu'à l'électrification de cette portion de ligne en 1949.
Depuis 1958 un pont routier a remplacé l'ancien passage à niveau qui a été supprimé sur la route de Dijon.
L'autre événement d'importance pour la commune au XIXe siècle est l'ouverture du Canal de Bourgogne, construit à partir de 1775  et dont l'exploitation commence en décembre 1832. Cet ouvrage s'accompagne de la création d'un port fluvial à proximité du cimetière de Venarey. Du fait de la rapide concurrence du chemin de fer et de la route, le développement attendu pour le transport des marchandises (bois, charbon, vins, pierres, ciment…) ne sera pas au rendez vous. Le canal est de nos jours dévolu au tourisme fluvial, la ville disposant d'une halte nautique.

### Tendances politiques et résultats

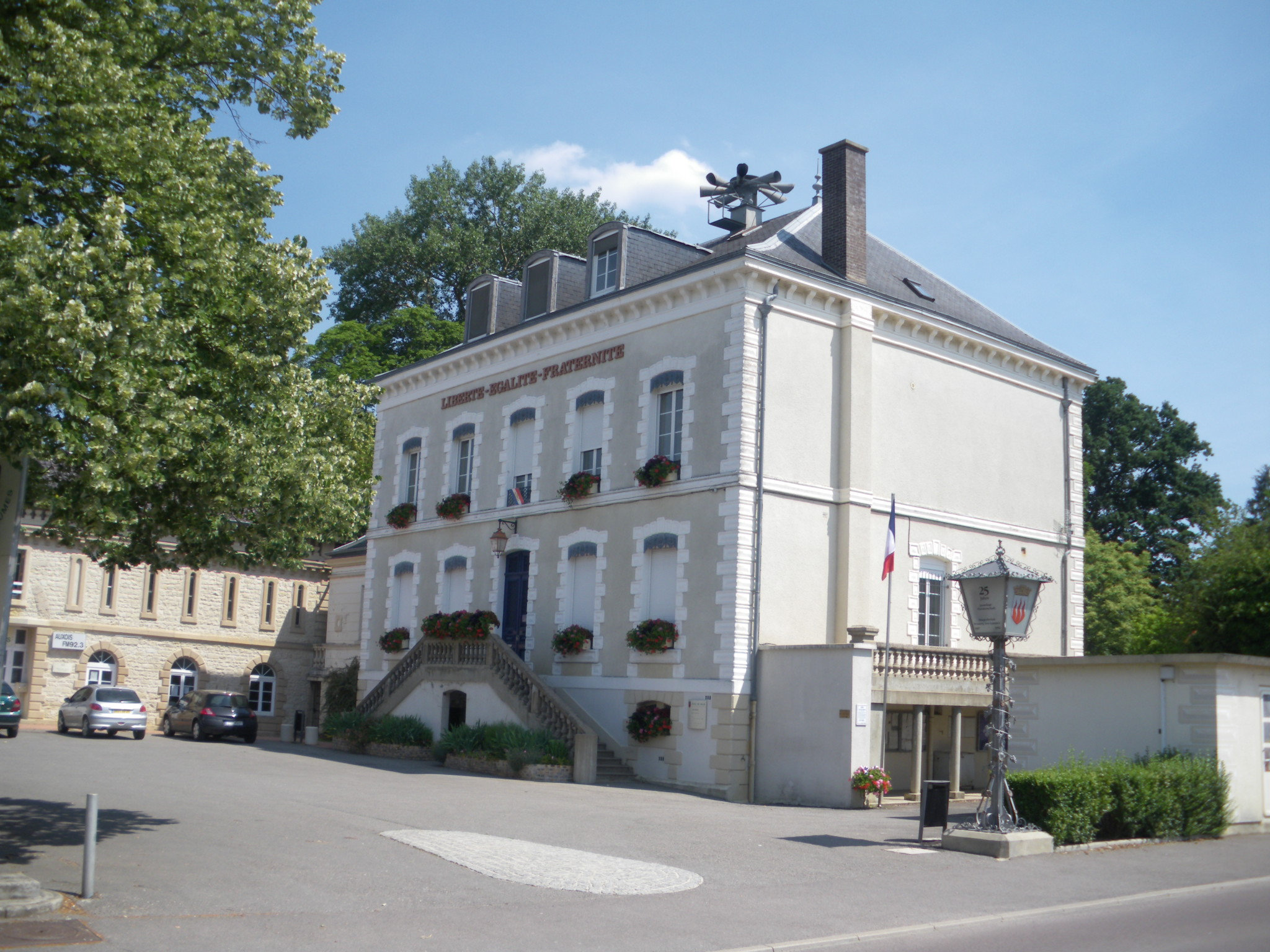
Mairie.

## Politique et administration

### Liste des maires
En 1882, l'actuel canton de Venarey-les-Laumes portait le nom de canton de Flavigny, Flavigny-sur-Ozerain étant à l'époque la commune la plus peuplée du canton. Les importants bouleversements démographiques et sociologiques du XXe siècle ont conduit le pouvoir exécutif à entériner la mutation (ce qui n'est pas toujours le cas, car il reste quantité de cantons ruraux où le chef-lieu n'est plus la commune la plus importante en nombre d'administrés).
Le canton était alors rattaché à l'ancien arrondissement de Semur, supprimé en 1926 et jamais reconstitué.
| Date d'élection  | Identité                               | Qualité |
| ---------------- | -------------------------------------- | --- |
| 1790             | Jean Guérin                            | |
| 1793             | Jacques Brenot                         | |
| 1795             | Jean Gabillot                          | |
| 1799             | Jacques Humbert                        | |
| 1801             | Philibert Bollenat                     | |
| 1804             | Jean Rivière                           | |
| 1813             | Baron Charles Claude de Vichy          | |
| 1821             | Jean Labache                           | |
| 1827             | Jean Labache                           | |
| 1830             | François Langonnier                    | |
| 1844             | Pierre Lallement                       | |
| 1848             | Jean-René Brenot-Emery                 | |
| 1865             | Philibert Callabre                     | |
| 1870             | Prosper Fénéon                         | 1er délégué |
| 1871             | Prosper Fénéon                         | |
| 1881             | Jean-Baptiste Guérin                   | |
| 1892             | Jean-Louis Callabre                    | |
| 1904             | André Voizot                           | |
| 1908             | Louis Landry                           | |
| 1910             | Louis Landry                           | |
| 1912             | Henri Héliot                           | |
| 1919             | Louis Landry                           | |
| 1925             | Emile Murgey                           | |
| 1929             | Augustin Martaresche                   | |
| 1933             | Gaston Hardy                           | |
| 1936             | Florimond Journot                      | |
| 1938             | Ferdinand Brenot                       | |
| 1944             | Henri Guenin                           | |
| 1953             | Roger Dulignier                        | |
| 1959             | Roger Dulignier                        | |
| mars 1965        | Auguste Chaix                          | Maire en 1967 - Jumelage avec Bingerbrück |
| mars 1971        | Pierre Rebourg (Radical, MRG puis PRG) | Cheminot Conseiller général du canton de Venarey-les-Laumes (1970-2001) Conseiller régional                                                                                |
| juin 1995        | Daniel Morel                           | |
| depuis mars 2001 | Patrick Molinoz (PRG)                  | Cadre du secteur privé Conseiller général du canton de Venarey-les-Laumes (2001-2015) Président de la Communauté de communes du Pays d'Alésia et de la Seine (depuis 2004) |

## Démographie
L'évolution du nombre d'habitants est connue à travers les recensements de la population effectués dans la commune depuis 1793. Pour les communes de moins de 10 000 habitants, une enquête de recensement portant sur toute la population est réalisée tous les cinq ans, les populations de référence des années intermédiaires étant quant à elles estimées par interpolation ou extrapolation. Pour la commune, le premier recensement exhaustif entrant dans le cadre du nouveau dispositif a été réalisé en 2006.

En 2022, la commune comptait 2 758 habitants, en évolution de −4,86 % par rapport à 2016 (Côte-d'Or : +0,82 %, France hors Mayotte : +2,11 %).
| 1793 | 1800 | 1806 | 1821 | 1836 | 1841 | 1846 | 1851 | 1856 |
| ---- | ---- | ---- | ---- | ---- | ---- | ---- | ---- | ---- |
| 511  | 514  | 559  | 508  | 503  | 515  | 411  | 719  | 649  |

| 1861 | 1866 | 1872 | 1876  | 1881  | 1886  | 1891  | 1896  | 1901  |
| ---- | ---- | ---- | ----- | ----- | ----- | ----- | ----- | ----- |
| 743  | 895  | 857  | 1 002 | 1 165 | 1 291 | 1 354 | 1 507 | 1 544 |

| 1906  | 1911  | 1921  | 1926  | 1931  | 1936  | 1946  | 1954  | 1962  |
| ----- | ----- | ----- | ----- | ----- | ----- | ----- | ----- | ----- |
| 1 625 | 1 633 | 1 734 | 2 341 | 2 634 | 2 590 | 3 080 | 2 933 | 3 294 |

| 1968  | 1975  | 1982  | 1990  | 1999  | 2006  | 2011  | 2016  | 2021  |
| ----- | ----- | ----- | ----- | ----- | ----- | ----- | ----- | ----- |
| 3 463 | 3 347 | 3 450 | 3 544 | 3 274 | 3 068 | 2 913 | 2 899 | 2 784 |

| 2022  | - | - | - | - | - | - | - | - |
| ----- | - | - | - | - | - | - | - | - |
| 2 758 | - | - | - | - | - | - | - | - |

## Économie
Les principales activités de Venarey-Les Laumes sont : le chemin de fer avec la SNCF, l'industrie, la grande distribution et l'artisanat.
Un des principaux employeurs a longtemps été Valtimet, du groupe Vallourec, devenu Vallourec Umbilicals en 2011, et qui a employé jusqu'à 150 personnes. L'entreprise a fermé en 2023.

## Transports
La commune est sur le grand axe reliant Paris à Dijon et au-delà le Sud-Est de la France. Trois modes de transport historiques y sont donc représentés :
- elle est ainsi traversée par l'ancienne route nationale 5 reliant Paris à Genève, et n'est qu'à 22 kilomètres de l'autoroute A6 (sortie n°23) ;
- elle est desservie par la gare des Laumes-Alesia, sur la ligne historique du PLM ;
- elle est traversée par le Canal de Bourgogne, entre Montbard et Vitteaux.

## Jumelages
- Bingen am Rhein (Allemagne) depuis 1967.

## Patrimoine religieux

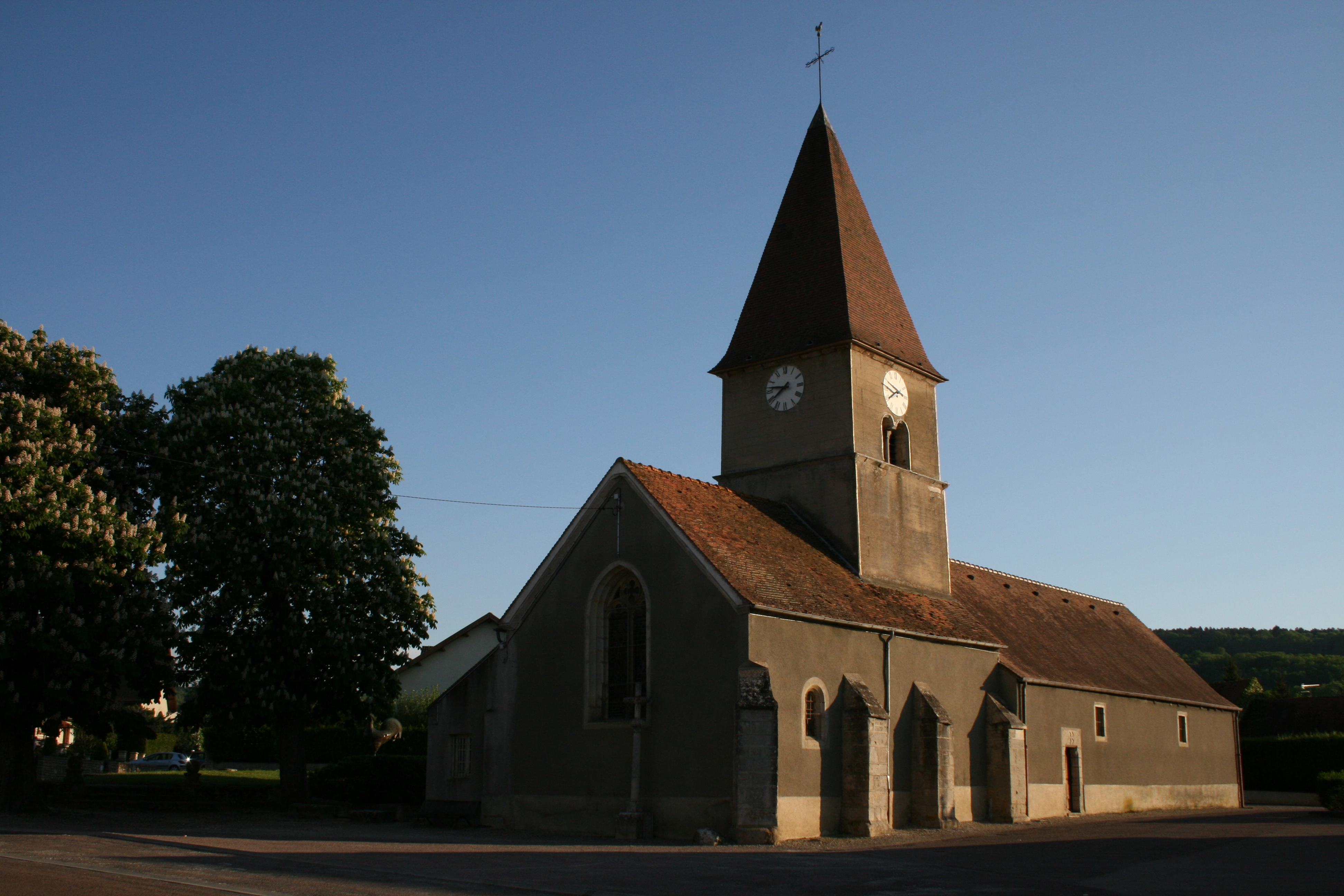
Église Saint-Germain.

- Église paroissiale Saint Germain de Paris, du nom de l'un des plus célèbres évêque d'Autun. Propriété de la commune. Non protégée par les monuments historiques. Ceux-ci y répertorient tout de même :
  - une statue de saint Louis, datant du XVIe siècle, en calcaire polychrome. Classée au titre des objets, par arrêté du 5 décembre 1931 ;
  - une statue de saint Laurent, datant du XVIe siècle, en calcaire. Classée au titre des objets, par arrêté du 22 juillet 1959.

L'édifice, datant du XIIIe siècle, a été profondément remanié au XVe siècle par l'adjonction d'un clocher et la reconstruction  de la nef.

## Patrimoine civil
- Pont sur l'Oze (dit pont des Romains) et croix monumentale du XVIe siècle, propriété de la commune. Inscrits sur l'Inventaire supplémentaire des monuments historiques par arrêté du 12 février 1925.
- Mairie : peinture murale monumentale, représentant des éléments d'architecture dans un paysage méditerranéen. Répertoriée par l'Inventaire générale, au titre du recensement des peintures murales, sans toutefois faire l'objet d'une mesure de protection.
- Château : construit en 1730 sur l'emplacement de l'ancien château seigneurial dont la douve est encore visible au sud du bâtiment.
- Collège Alésia.

## Personnalités liées à la commune
- Blaise Nicolas Brenot, capitaine des armées napoléoniennes, est connu pour ses faits d'armes lors de la conquête de l'île de Malte par les troupes françaises en 1798. Nommé ensuite colonel au service de Louis Bonaparte, devenu roi de Hollande, il défend aux Pays-Bas l'île de Tolen en 1809 d'une tentative d'invasion par les troupes anglaises. Il poursuit sa carrière militaire en Espagne et à la bataille de Toulouse (1814)[27].
- Jean Dampt, est un sculpteur du courant symbolisme.
- Camille Bombois, né le 3 février 1883 à Venarey-les-Laumes, est un peintre connu pour ses œuvres de style naïf. Il est décédé à Paris le 11 juin 1970.
- Basin de Guermantes, prince des Laumes : personnage de : À la recherche du temps perdu, seigneur de ces terres.

## Héraldique
| Blason de Venarey-les-Laumes | Blason  | D'argent à trois flammes de gueules mouvant de la pointe.                                                                                         |
| Blason de Venarey-les-Laumes | Détails | La commune a adopté, en 1959, des armes inspirées de celles de la famille Bataille qui a été titulaire de la seigneurie du lieu au XVIIIe siècle. |

## Archives
- Registres paroissiaux et d'état civil depuis : 1666
- Dépouillements généalogiques (Cercle généalogique de la Côte-d'Or - CGCO) :
  - Baptêmes 1668-1792,
  - Mariages 1668-1792,
  - Sépultures 1666-1792.
- Délibérations municipales depuis : ?

## Distinctions
- Ville fleurie : trois fleurs.
- Station verte